# Ophiorrhiza ovata
Ophiorrhiza ovata är en måreväxtart som beskrevs av Elmer Drew Merrill. Ophiorrhiza ovata ingår i släktet Ophiorrhiza och familjen måreväxter. Inga underarter finns listade i Catalogue of Life.